# Onthophagus oklahomensis
Onthophagus oklahomensis es una especie de insecto del género Onthophagus, familia Scarabaeidae, orden Coleoptera.

Fue descrita científicamente por Brown en 1927.